# Arenarie di Val Gardena
Le Arenarie di Val Gardena (in tedesco Grödner Sandstein) sono arenarie feldspatico-quarzose di colore prevalentemente rosso vinato, talvolta giallognole o grigiastre, con frequenti intercalazioni siltose ed argillitiche (conglomeratiche alla base e marnoso / carbonatiche alla sommità) del Permiano Superiore.
La formazione affiora principalmente in Val Gardena, Val di Funes, Val di Tires, Val d'Ega, Bletterbach, Val di Fassa e Passo San Pellegrino, in Trentino-Alto Adige, fra le province di Trento e Bolzano.

## Descrizione e ambiente sedimentario

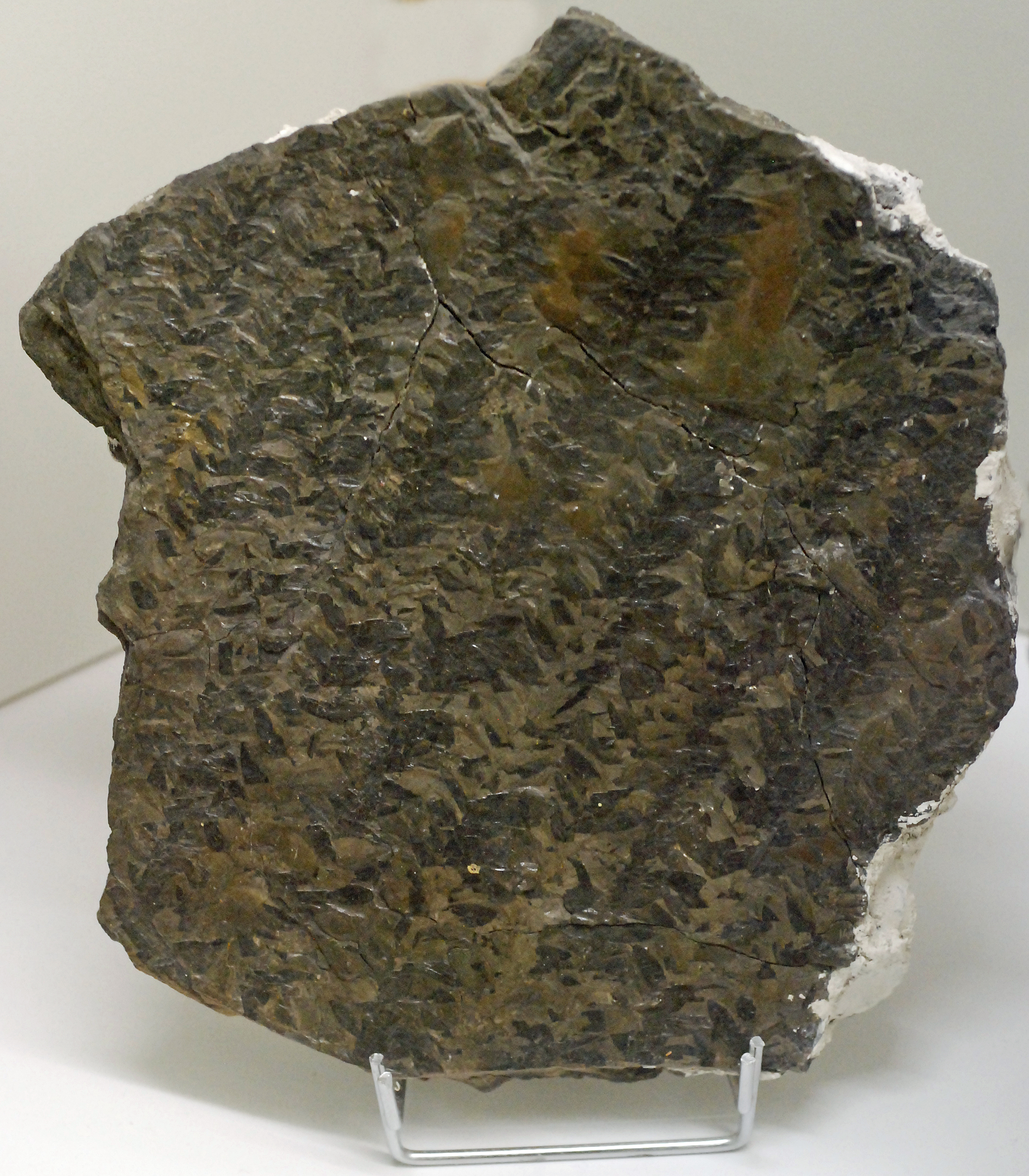
Ortiseia leonardii fossile di conifera dagli strati delle arenarie della Val Gardena esposto nel Museo della Val Gardena

La formazione è stata descritta per la prima volta nel 1860 da Ferdinand von Richthofen che le diede il nome di Grödner Sandstein.
Sono depositi continentali di ambiente tropicale arido, dello spessore medio di 150 / 200 m provenienti dall'erosione delle sottostanti vulcaniti porfiriche (Piastrone Porfirico Atesino) e del basamento scistoso cristallino. Le intercalazioni marnoso / carbonatiche della parte sommitale indicano un graduale e transitoria traslazione di ambienti lagunari e marini. Frequenti anche le facies di trasporto fluviale.
Rari i fossili, presenti vegetali fossili rinvenuti quasi esclusivamente in Val Gardena: spore (Gigantosporites, Lueckisporites, Nuskoisporites), licofite (Lepidodendron) e conifere (Cordaicarpus, Lebachia, Ortiseia).
In Val di Fiemme sono stati rinvenuti, entro queste arenarie, dei tronchi fossilizzati e trasformati in carbone, sulla cui superficie è stata identificato un nuovo minerale, chiamato  Fiemmeite dal nome della valle.